# Radvanická vrchovina
Radvanická vrchovina je geomorfologický okrsek Žacléřské vrchoviny. Jejím nejvyšším vrcholem je Turov (603 m n. m.), který sám o sobě je samostatným specifickým geomorfologickým celkem.

## Popis
Radvanická vrchovina se táhne severovýchodním směrem mezi Jestřebími horami a Polickou vrchovinou od Chvalče až po údolí Metuje v Žabokrkách (část Hronova). V podstatě vyplňuje prostor mezi těmito geomorfologickými jednotkami. Ve své severozápadní části nepůsobí nijak výrazně, protože směrem od státní hranice s Polskem ji ohraničuje na severovýchodě masiv Závory (Janovické kuesty) a na jihozápadě Žaltmanský hřbet Jestřebích hor, obojí převyšující 700 m n. m., zatím co Radvanická vrchovina zde dosahuje u Chvalče něco málo přes 550 m n. m. a mírně přesahuje na území Polska.
Jihovýchodním směrem za údolím Jívky je výraznějším hřbetem Pánova hora (539 m n. m.), na kterou navazuje absolutně nejvýraznější dominanta vrchoviny i celé krajiny za údolím Bysterského potoka, tj. Turov (603 m n. m.), nazývaný též Blaník Jiráskova kraje.
Kromě výše uvedených údolí potoka Jívka a Bysterského potoka přetíná v její jihovýchodní části vrchovinu dále šikmo potok Rokytník a především Dřevíč. Od Turova na jihovýchod se vrchovina snižuje (vrch Na Kopci 482 m n. m. mezi údolím Rokytníka a Dřevíče). Dále mezi údolími Dřevíče a Metuje se vypíná poslední výrazný vrch Radvanické vrchoviny Homole (472 m n. m.)
V této části na jihovýchod od Turova však vrchovinu převyšují ze severu Stárkovské kuesty Polické stupňoviny a z jihu Maternický hřbet Jestřebích hor. Severněji je však Turov v dané oblasti nejvyšší; převyšuje jej totiž až masiv Švédského vrchu (660 m n. m.) v Jestřebích horách dále na severozápad, nacházející se naproti Pánově hoře (539 m n. m.) v Radvanické vrchovině.

## Turistické trasy
Z pohledu pěší turistiky je významný pouze Turov, na který vede zelená a modrá značka, k nimž je možné se dostat nejlépe z Hronova po červené přes Jírovu horu nebo po zelené a modré přes Maternici podle potoka Materník údolím na rozhraní Žaltmanského a Maternického hřbetu Jestřebích hor. Doporučený okruh z Hronova s využitím mapy.cz je https://mapy.cz/s/2oLPl nebo https://mapy.cz/s/2oLQC.
Pokud jde o cyklostezky, za zmínku stojí č. 4093 na hranici mezi Jestřebími horami a Radvanickou vrchovinou údolím potoka Jívka přes Radvanice do Chvalče. Území samozřejmě protínají i některé další cesty např. ze Stárkova č. 4304 (navazuje na 4093) nebo 4020 už z Hronova, poté pod Turovem (možno vyjet na Turov, vede na něj asfaltovaná silnice), dále údolím Bysterského potoka do Stárkova a údolím potoka Dřevíč do Jívky.

## Vrcholy
| Aktuální název | Německý název | Nadmořská výška |
| Turov          |               | 602             |
| Węglarz        | Ackerberg     | 567             |
| Malý Turov     |               | 560             |
| Pánova hora    |               | 539             |
| Na Kopci       |               | 483             |
| Homole         |               | 472             |

## Fotogalerie

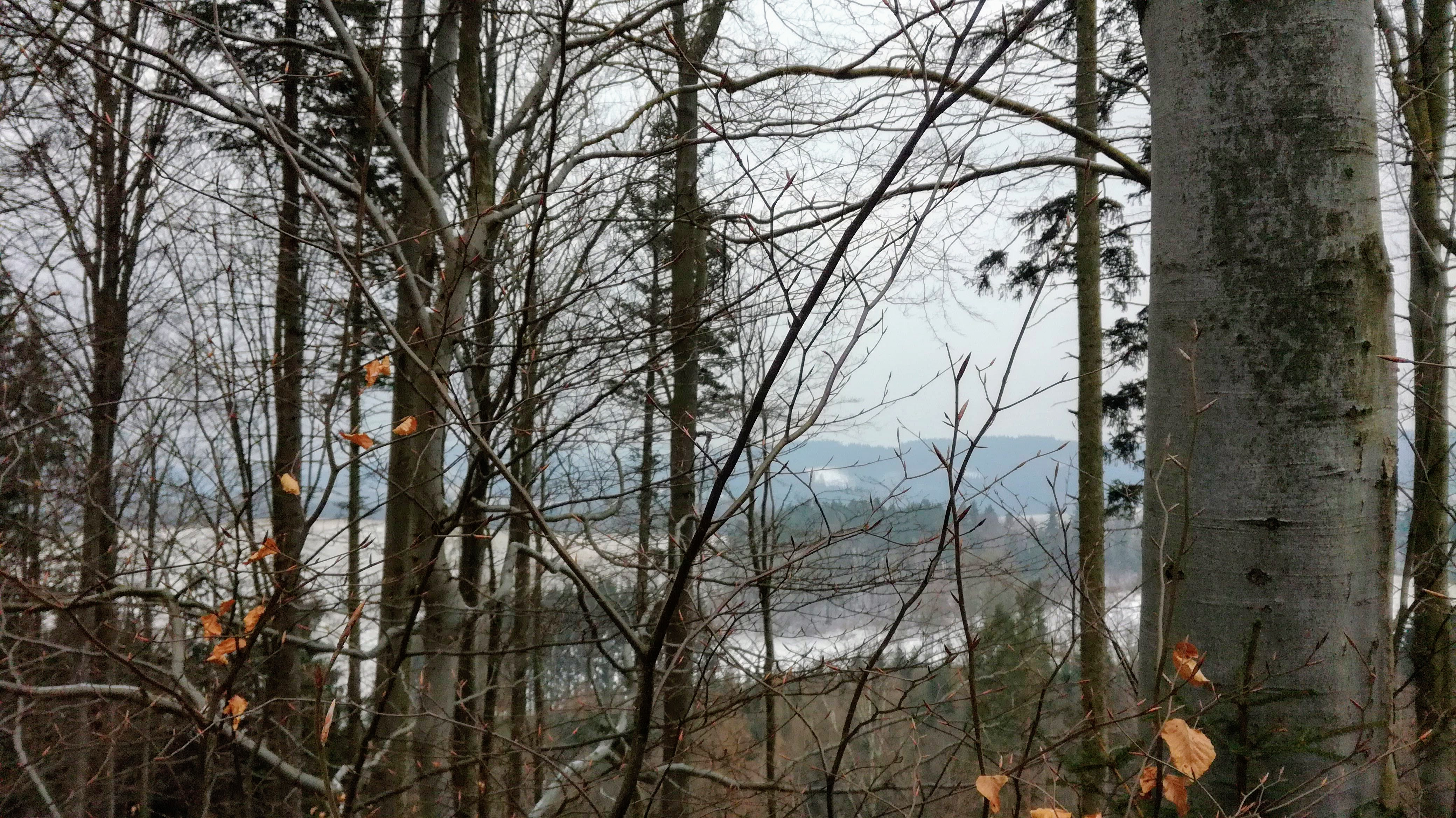
Radvanická vrchovina na východ od Turova ve středním plánu (les k vrchu Na Kopci); záběr ze Stárkovských kuest (Ptáčnice), pozadí Maternický hřbet Jestřebích hor (Na Souši)
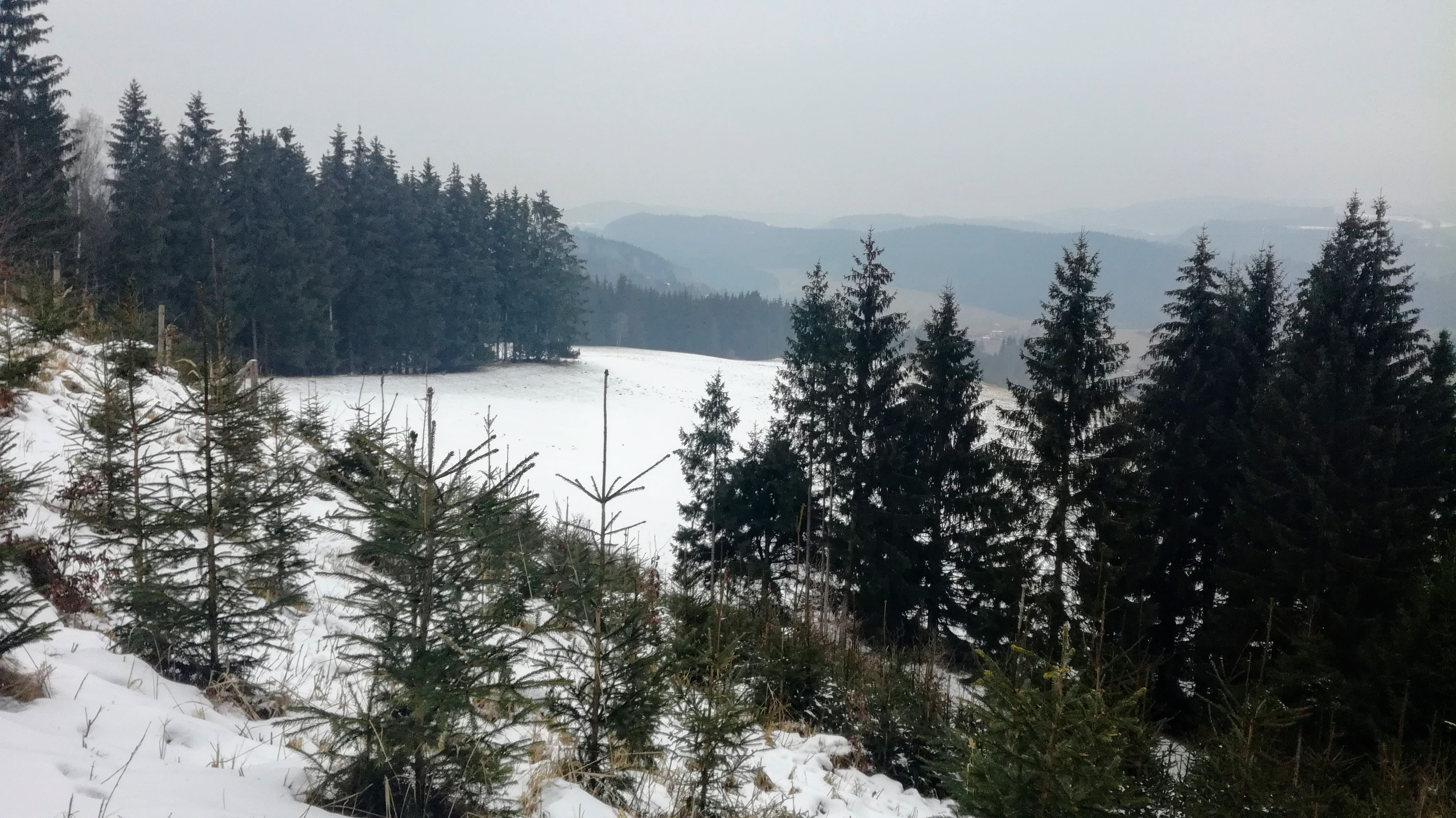
Pohled na severozápad ze severovýchodního úbočí Turova: les na úbočí Turova, poté část lesa na Pánově hoře a Stárkovské kuesty
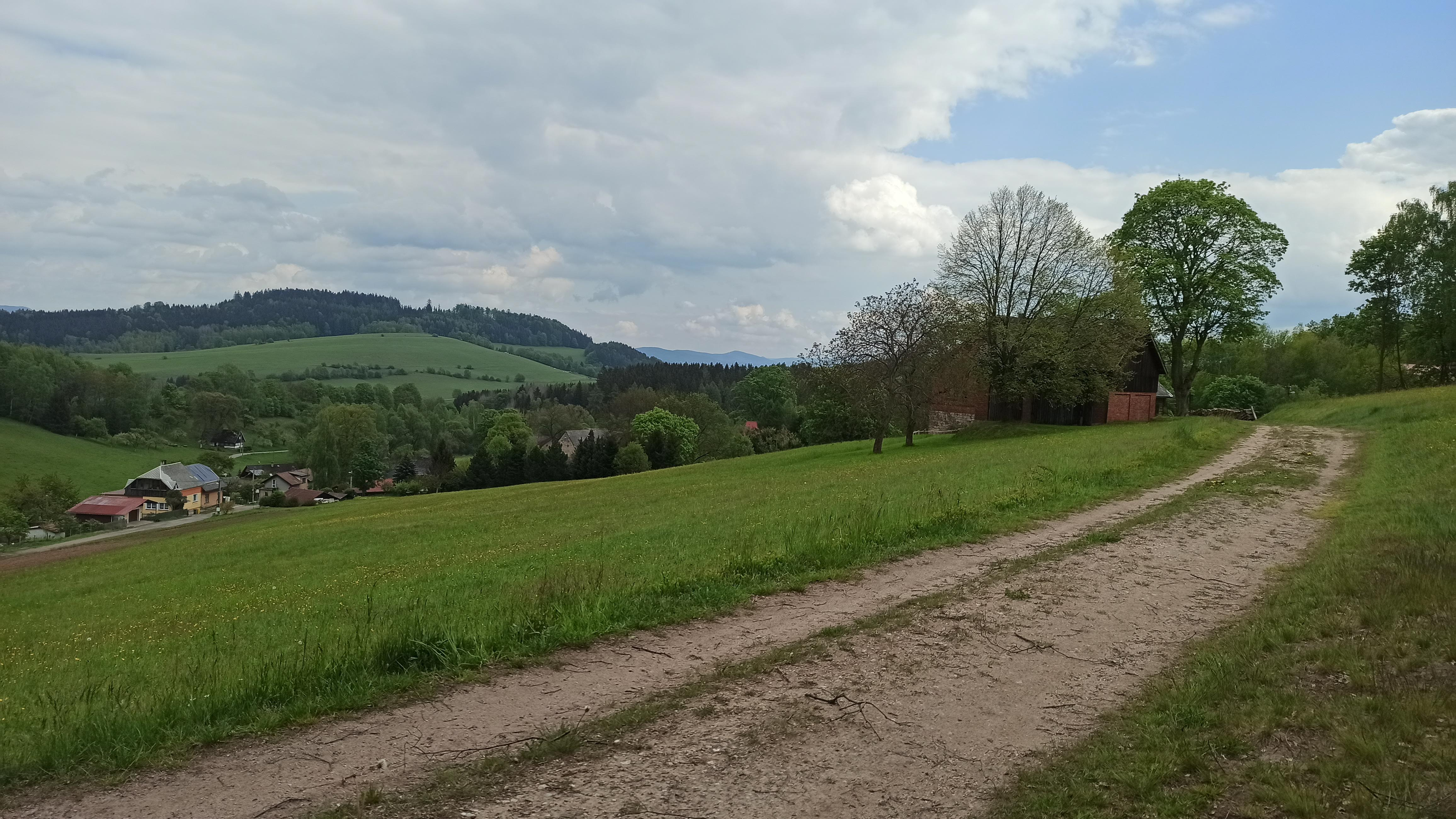
Turov z úbočí Jestřebích hor
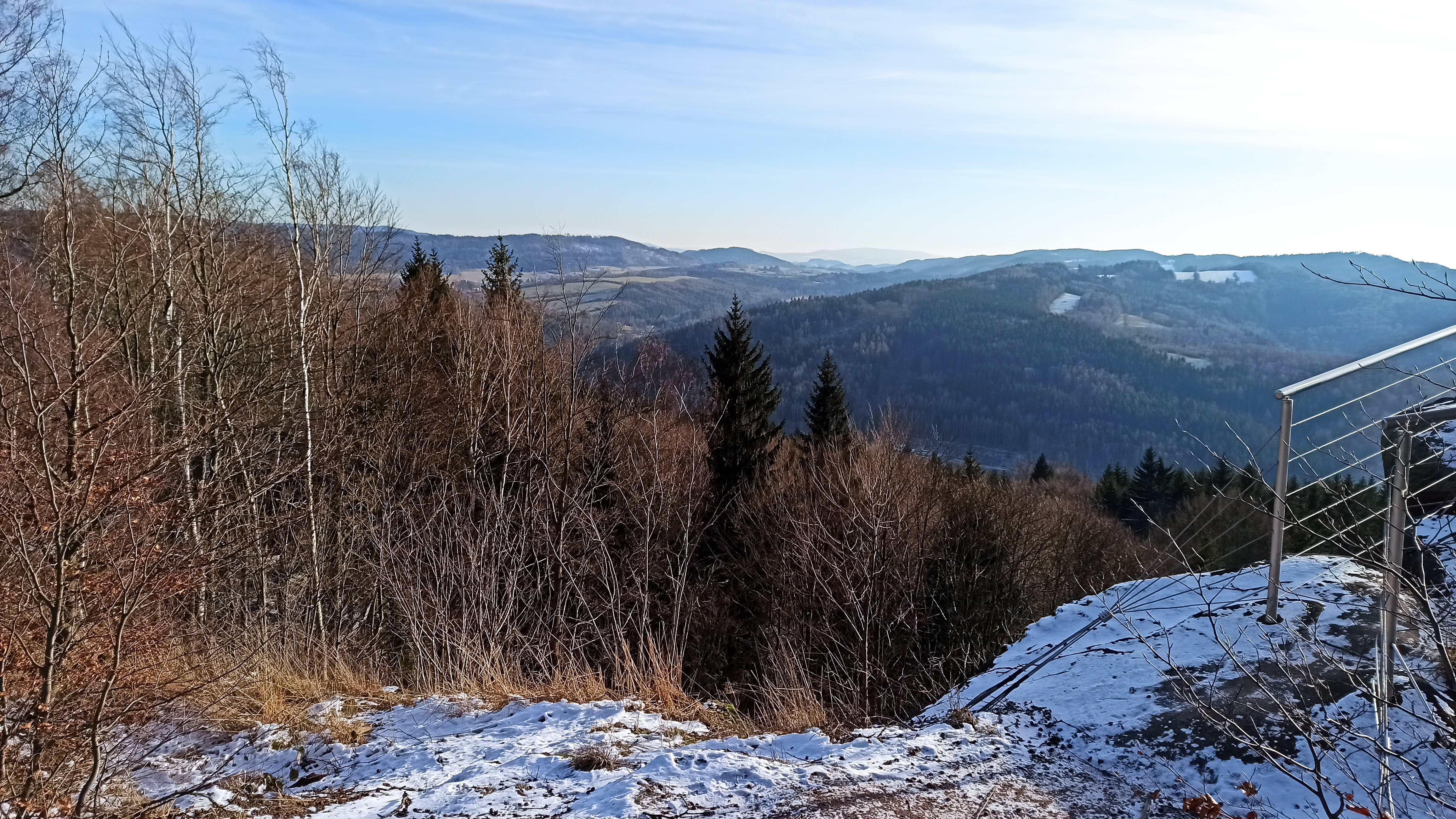
Pohled z Janského vrchu na východ: Radvanická vrchovina nízko uprostřed mezi Závorou a Jestřebími horami